# Schweiz historielexikon

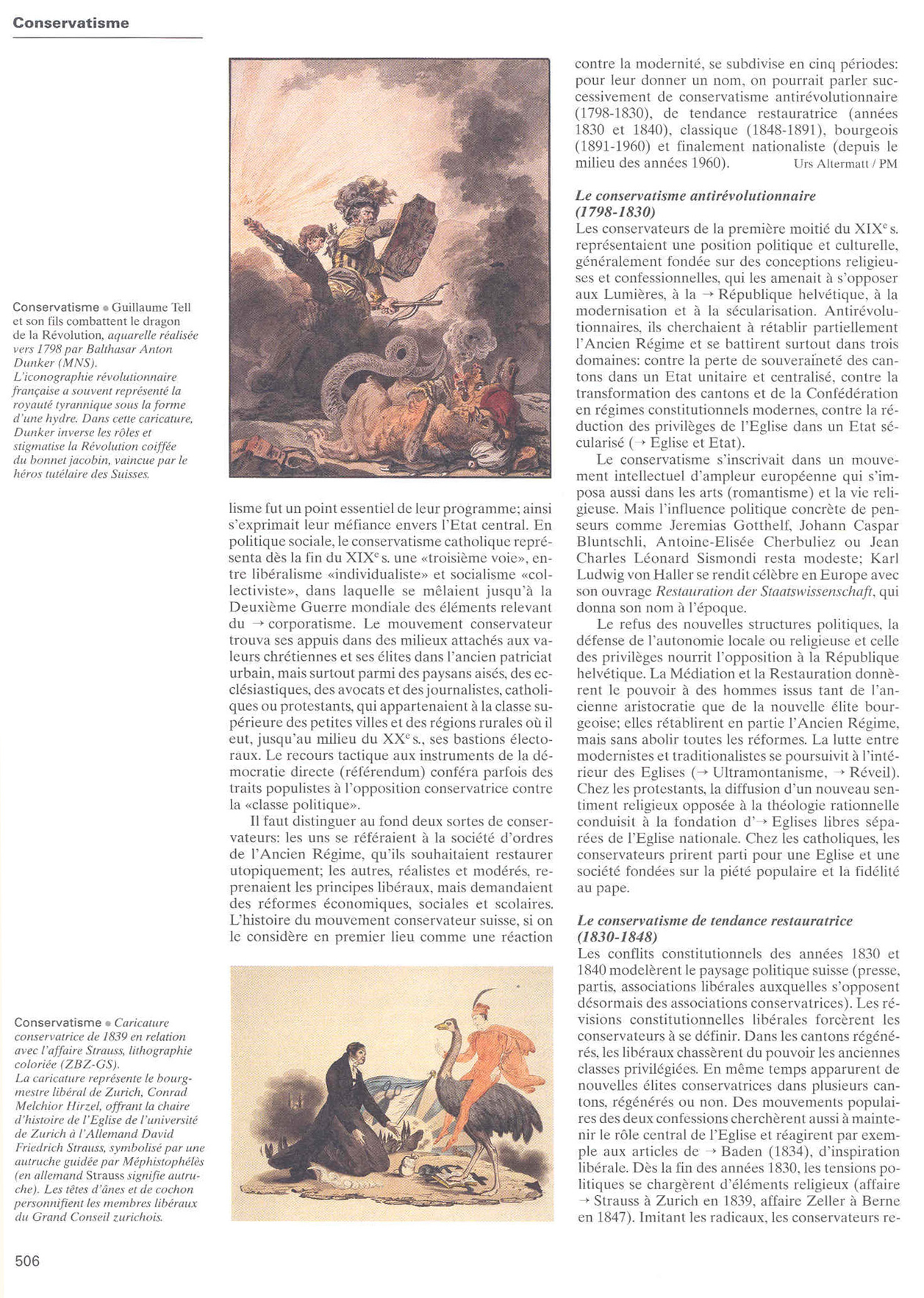
Sidan 506 ur det tredje franska bandet.

Schweiz historielexikon är ett sedan 1988 löpande projekt, som vill sammanställa aktuell kunskap om Schweiz historia i form av en encyklopedi.
Utgivare av uppslagsverket är en stiftelse som beskyddas av Schweiziska akademin för humaniora och socialvetenskap och Schweiziska historiesällskapet. Finansieringen kommer från schweiziska skattemedel. Redaktionen består av omkring fyrtio medarbetare och sammanlagt arbetar över 2 500 författare med projektet. Huvudredaktör är historikern Marco Jorio.
Det fullständiga uppslagsverket utkommer på Schweiz tre officiella språk, tyska, franska och italienska. På tyska heter det Historisches Lexikon der Schweiz (HLS), på franska heter det Dictionnaire historique de la Suisse (DHS), på italienska Dizionario storico della Svizzera (DSS). På det fjärde språket rätoromanska utkommer sedan 1999 ortsartiklar årligen och i december 2010 utkom det ena bandet av Lexicon istoric retic (LIR) och 2012 det andra.
Det tryckta verket publiceras i tretton band på de tre huvudspråken. Första bandet utkom 2002; det trettonde utkom 2014.

### På tyska
- Aa–Basel (Fürstbistum), Bd. 1, Schwabe, Basel 2002, ISBN 978-3-7965-1901-7.
- Basel (Kanton)–Bümpliz, Bd. 2, Schwabe, Basel 2003, ISBN 978-3-7965-1902-4.
- Bund–Ducros, Bd. 3, Schwabe, Basel 2004, ISBN 978-3-7965-1903-1.
- Dudan–Frowin, Bd. 4, Schwabe, Basel 2005, ISBN 978-3-7965-1904-8.
- Fruchtbarkeit–Gyssling, Bd. 5, Schwabe, Basel 2006, ISBN 978-3-7965-1905-5.
- Haab–Juon, Bd. 6, Schwabe, Basel 2007, ISBN 978-3-7965-1906-2.
- Jura–Lobsigen, Bd. 7, Schwabe, Basel 2008, ISBN 978-3-7965-1907-9.
- Locarnini–Muoth, Bd. 8, Schwabe, Basel 2009, ISBN 978-3-7965-1908-6.
- Mur–Privilegien, Bd. 9, Schwabe, Basel 2010, ISBN 978-3-7965-1909-3.
- Pro–Schafroth., Bd. 10, Schwabe, Basel 2011, ISBN 978-3-7965-1910-9.
- Schaichet–StGB, Bd. 11, Schwabe, Basel 2012, ISBN 978-3-7965-1911-6.
- Stich–Vinzenz Ferrer, Bd. 12, Schwabe, Basel 2013, ISBN 978-3-7965-1912-3.
- Viol – Zyro, Bd. 13, Schwabe, Basel 2014, ISBN 978-3-7965-1913-0.

### På franska
- Aa–Ban de l'Empire, vol. 1, Éditions Gilles Attinger, Hauterive 2002, ISBN 2-88256-134-2.
- Bandelier–Camuzzi, vol. 2, Éditions Gilles Attinger, Hauterive 2003, ISBN 2-88256-143-1.
- Canada–Derville-Maléchard, vol. 3, Éditions Gilles Attinger, Hauterive 2004, ISBN 2-88256-153-9.
- Desaix–Fintan, vol. 4, Éditions Gilles Attinger, Hauterive 2005, ISBN 2-88256-157-1.
- Firl–Frize, vol. 5, Éditions Gilles Attinger, Hauterive 2006, ISBN 2-88256-167-9.
- Grob–Istighofen, vol.6, Éditions Gilles Attinger, Hauterive 2007, ISBN 2-88256-180-6.
- Italianité–Lozza, vol. 7, Éditions Gilles Attinger, Hauterive 2008, ISBN 978-2-88256-197-8.
- Lü–Muoth, vol. 8, Éditions Gilles Attinger, Hauterive 2009, ISBN 978-2-940418-06-0.
- Mur–Polytechnicum, vol. 9, Éditions Gilles Attinger, Hauterive 2010, ISBN 978-2-940418-18-3.
- Poma–Saitzew, vol. 10, Éditions Gilles Attinger, Hauterive 2011, ISBN 978-2-940418-31-2.
- Sal–Stadtmann, vol. 11, Éditions Gilles Attinger, Hauterive 2012, ISBN 978-2-940418-38-1.
- Staechelin–Valier, vol. 12, Éditions Gilles Attinger, Hauterive 2013, ISBN 978-2-940418-39-8.
- Valkenier – Zyro, vol. 13, Éditions Gilles Attinger, Hauterive 2014, ISBN 978-2-940418-40-4.

### På italienska
- Aa–Basilea, Fadrique de, vol. 1, Armando Dadò, Locarno 2002, ISBN 88-8281-099-2.
- Basilea (cantone)–Calvino, vol. 2, Armando Dadò, Locarno 2003, ISBN 88-8281-125-5.
- Cama–Delz, vol. 3, Armando Dadò, Locarno 2004, ISBN 88-8281-150-6.
- De Man–Flury, vol. 4, Armando Dadò, Locarno 2005, ISBN 88-8281-168-9.
- Fodiga–Greyerz, vol. 5, Armando Dadò, Locarno 2006, ISBN 88-8281-200-6.
- Gribbio–Istruzione pubblica, vol. 6, Armando Dadò, Locarno 2007, ISBN 978-88-8281-206-5.
- Italia–Lugrin, vol. 7, Armando Dadò, Locarno 2008, ISBN 978-88-8281-230-0.
- Luigi–Napoli, vol. 8, Armando Dadò, Locarno 2009, ISBN 978-88-8281-259-1.
- Narbel–Pottu, vol. 9, Armando Dadò, Locarno 2010, ISBN 978-88-8281-277-5.
- Poulet–Sapün, vol. 10, Armando Dadò, Locarno 2011, ISBN 978-88-8281-302-4.
- Saraceni–Starrkirch-Wil, vol. 11, vol. 11, Armando Dadò, Locarno 2012, ISBN 978-88-8281-331-4.
- Statalismo–Valeyres-sous-Ursins, vol. 12, Armando Dadò, Locarno 2013, ISBN 978-88-8281-357-4 .
- Valichi – Zyro, vol. 13, Armando Dadò, Locarno 2014, ISBN 978-88-8281-383-3.

### På rätoromanska
- A–L, tom 1, Desertina, Chur 2010, ISBN 978-3-85637-390-0.
- M–Z, tom 2, Desertina, Chur 2012, ISBN 978-3-85637-391-7.